# Cura la tua destra...
Cura la tua destra... (Soigne ta droite) è un film del 1987 diretto da Jean-Luc Godard.
Il titolo deriva dal cortometraggio di Jacques Tati Soigne ton gauche (1938).

## Trama
Il film tratta di un "Idiota" (chiamato anche col nome di Principe), impersonato dallo stesso Jean-Luc Godard, di professione regista che, con le pizze di un film in braccio, va alla ricerca di produttori.
Più che una storia è una fantasia minimalista fatta da gag, parodie e citazioni per attori, cinepresa e video registratore che ha per tema conduttore il viaggio verso la morte.

## Riconoscimenti
- Premio Louis-Delluc 1987